# Obesotoma robusta
Obesotoma robusta é uma espécie de gastrópode do gênero Obesotoma, pertencente a família Mangeliidae.